# 1999 في التشيك
فيما يلي قوائم الأحداث التي وقعت خلال عام 1999 في التشيك.

## سياسة

### تعيين في المنصب
- 28 أغسطس – فاكلاف فيشر عضو مجلس الشيوخ في برلمان جمهورية التشيك ‏.
- 10 ديسمبر – يان كافان Deputy Prime Minister of the Czech Republic ‏.

### انتهاء فترة المنصب
- 20 يوليو – إيفو سفوبودا Finance Minister of the Czech Republic [الإنجليزية]‏.

## رياضة
- 1 يناير – جائزة التشيك الكبرى للدراجات النارية 1999

## مواليد

### يونيو
- 28 يونيو – ماركيتا فوندروسوفا لاعبة كرة مضرب تشيكية.

## وفيات

### مايو
- 3 مايو – جوزيف زيمان (مواليد 1915) لاعب كرة قدم تشيكي.

### يوليو
- 23 يوليو – جوزيف لودفيغ هولوب (مواليد 1930)

### سبتمبر
- 2 سبتمبر – إليسكا كلينوفا (مواليد 1912)

### أكتوبر
- 2 أكتوبر – ميلان أنتال (مواليد 1935) عالم فلك سلوفاكي.

### نوفمبر
- 8 نوفمبر – هارى ريبور (مواليد 1921) ممثل ألماني.

### ديسمبر
- 3 ديسمبر – فالتر شليغر (مواليد 1929) لاعب كرة قدم نمساوي.
- 23 ديسمبر – ميروسلاف ايفانوف (مواليد 1929) لاعب كرة قدم.